# Venefica tentaculata
Espèce
Statut de conservation UICN

LC : Préoccupation mineure
Venefica tentaculata est une espèce de poissons téléostéens de la famille des Nettastomatidae.
Venefica tentaculata se rencontre au Mexique, au Nicaragua, au Japon et aux États-Unis à une profondeur de 1464 à 1 790 m. 
Cette espèce peut atteindre 90 cm.